# 아로마니아어 위키백과

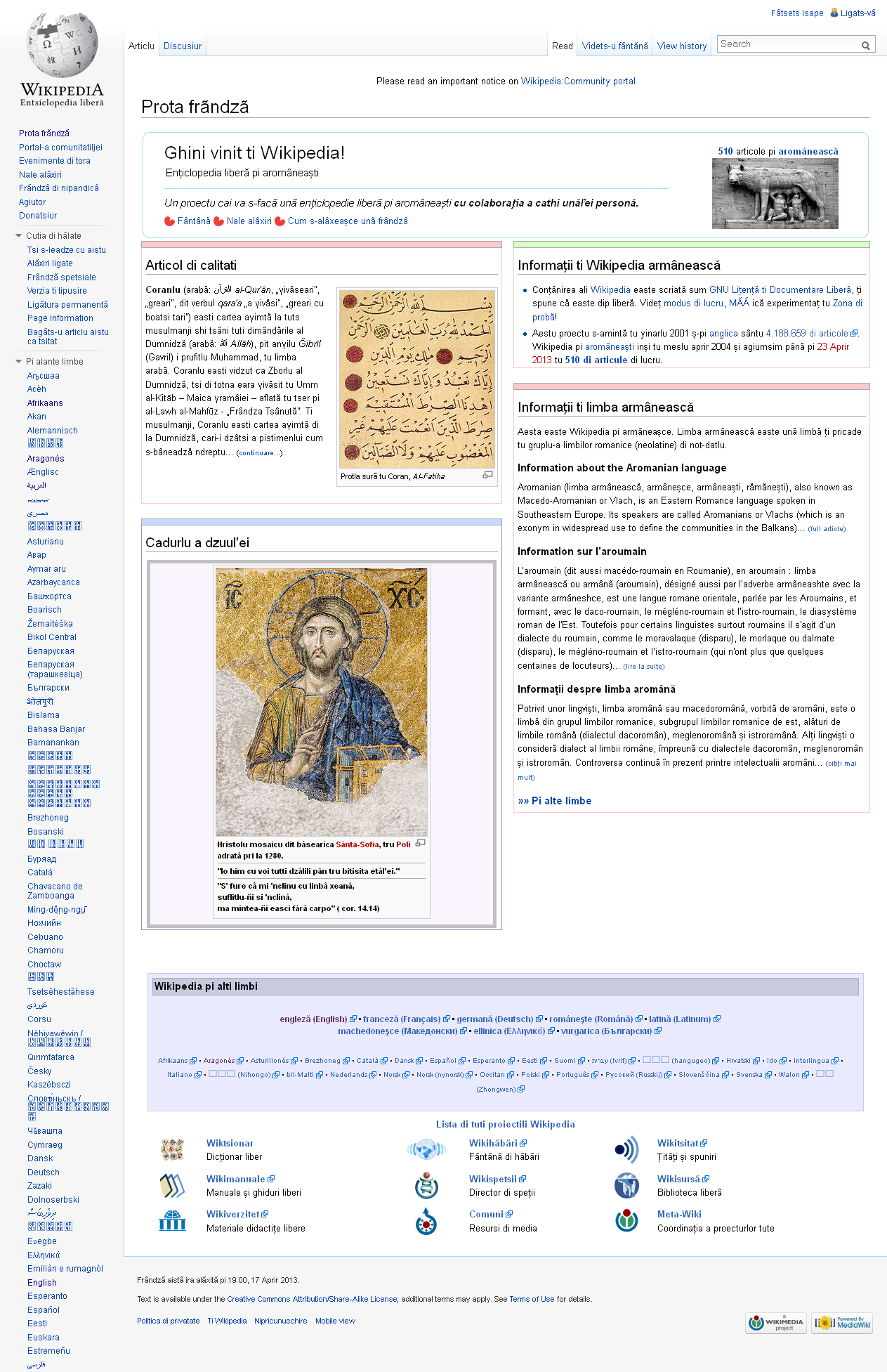

아로마니아어 위키백과는 아로마니아어로 운영되는 위키백과 언어판이다. 2005년 5월 4일에 시작되었다. 2014년 3월 18일 기준으로 문서의 개수는 486개이다. 기호는 roa-rup이다.